# ŽRK Trogir
Ženski rukometni klub Trogir (ŽRK Trogir;  Trogir) je bio ženski rukometni klub iz Trogira, Splitsko-dalmatinska županija.

## O klubu
Ženski rukometni klub u Trogiru je osnovan 1958. godine u okviru društva DTO "Partizan", uz već postojeći muški klub, te klub igra pod imenom "Partizan". Sredinom 1960-ih se rukometaši i rukometašice izdvajaju u zasebne klubove pod nazivom "Trogir". Rukometašice "Partizana", odnosno "Trogira" su od 1964. do 1967. su prvakinje Kotarskog prvenstva Splita, odnosno Splitske zone. Konačno su 1967. godine, pod vodstvom Vinka Kandije, prošli kvalifikacije i postale članice Prve savezne lige, u kojoj osimu u sezoni 1973./74. igraju do 1980./81. Zanimljivost je da je uz "Trogir" u Prvoj saveznoj ligi u sezoni 1971./72. nastupio i drugi klub iz Trogira - "Ekonomist". Klub se od 1973. godine naziva "Trogir 73". Klub od 1979. godine igra u dvorani, koja je kasnije dobila ime po Vinku Kandiji. 
Od 1981. do raspada SFRJ klub igra u 1. B ligi, Drugoj saveznoj ligi, Hrvatskoj ligi te Dalmatinskoj ligi. 
 
Osamostaljenem Hrvatske, klub je 1992. godine član 2. HRL, a od 1992./93. 1. B lige. U sezoni 1999./2000. u Jedinstvenoj 1. B ligi nastupaju pod nazivom "Trogir Mar - Meleus", a potom vraćaju ime "Trogir". U sezonama 2004./05. i 2005./06. su prvakinje 2. HRL - Jug, a od sezone 2006./07. su članice Prve lige, u kojoj dva puta osvajaju treće mjesto. U sezoni 2007./08. igraju u Kupu EHF, a 2008./09. dolaze do četvrtzavršnice Challenge kupa te do završnice Kupa Hrvatske. Klub tijekom 2009. godine ulazi u financijske probleme, većina igračica napušta klub, a po završetku sezone 2009./10. klub istupa iz Prve lige.

 
 
Klub potom do sezone 2013./14. nastupa u 2. HRL - Jug, te se potom gasi. Tradiciju ženskog rukometa u Trogiru nastavlja klub "Trogirka"", osnovan 2010. godine, koji od 2017. godine djeluje pod imenom "Trogir 58".

## Uspjesi

### Do 1991.
Prva savezna liga
- trećeplasirani: 1970./71.

Druga savezna liga
- prvakinje: 1973./74. (Zapad)

Prvenstvo SR Hrvatske
- doprvakinje: 1967., 1985.

Hrvatska republička liga
- prvakinje: 1984./85 (Istok)

Prvenstvo SR Hrvatske za omladinke
- prvakinje: 1966., 1967., 1969., 1970., 1972.,
- doprvakinje: 1968., 1973., 1977.

Prvenstvo SR Hrvatske za mlađe omladinke
- prvakinje: 1983.
- doprvakinje: 1979., 1981.

Prvenstvo SR Hrvatske za pionirke
- prvakinje: 1968., 1973.
- doprvakinje: 1965., 1972., 1978., 1979., 1981., 1982.

### Poslije 1992.
Prva HRL
- trećeplasirane: 2006./07., 2008./09.

2. HRL
- prvakinje: 2004./05. (Jug), 2005./06. (Jug)

Hrvatski kup
- finalist: 2008./09.

## Poznate igračice
- Marija Boban
- Marija Borozan
- Ljubica Bukrov
- Žana Čović
- Ksenija Ćurlin
- Mrija Dobrić
- Ivanka Hrgović
- Ivana Lovrić
- Ivana Petković
- Štefica Radić
- Vinka Žižak

## Poznati treneri
- Ivo Kandija
- Vinko Kandija
- Vatromir Srhoj

## Unutrašnje poveznice
- Trogir
- MRK Trogir
- RK Ekonomist Trogir
- ŽRK Trogir 58

## Vanjske poveznice
- zrk-trogir.hr, wayback arhiva službenih stranica
- eurohandball.com, ZRK Trogir, profil kluba  Arhivirana inačica izvorne stranice od 13. ožujka 2021. (Wayback Machine)
- zvrk-trogir.com - Ženski veteranski rukometni klub "Trogir"  Arhivirana inačica izvorne stranice od 27. listopada 2018. (Wayback Machine)
- furkisport.hr/hrs, Trogir, natjecanja po sezonama
- tragurium.blogspot.com, SPORT U GRADU